# James Hanham
James Moore Hanham (Woodville, 4 gennaio 1840 – New York, 30 dicembre 1923) è stato uno scacchista statunitense.

## Biografia
È noto per aver dato il nome alla variante Hanham (1. e4 e5 2. Cf3 d6 3. d4 Cd7), una delle continuazioni principali della difesa Philidor. Nel torneo di New York 1889 vinse con essa contro Joseph Blackburne. È ritenuta una variante molto solida e anche Aron Nimzovich la adottò diverse volte.
Ottenne il suo miglior risultato nel torneo di New York 1893, con il 6º posto su 14 giocatori. Vinse contro il giovane Harry Nelson Pillsbury e si classificò davanti a lui. Il torneo fu vinto da Emanuel Lasker (che l'anno successivo sarebbe diventato campione del mondo) con il punteggio pieno di 13/13.
Altri risultati:
- 1885:  2º dietro a Eugene Delmar nel campionato del Manhattan Chess Club;
- 1886:  vince il campionato del Manhattan Chess Club;
- 1888:  2º-3º a Cincinnati dietro a Jackson Showalter;
- 1891:  vince a Skaneateles il campionato dello Stato di New York;
- 1898:  realizza 4,5/7 nel match dello stato di New York contro lo stato della Pennsylvania.

Nel torneo di New York 1889 (vinto alla pari da Mikhail Chigorin e Max Weiss) terminò al 16º posto su 20 giocatori. Nel torneo di New York 1894, vinto da Wilhelm Steinitz, si classificò 7º su 11 giocatori.
Hanham partecipò alla guerra civile americana e, pur essendo nativo del Mississippi, uno stato che parteggiava per i sudisti, combatté con i nordisti nello Union Army. Prese parte a battaglie a Fort Pickens e Baton Rouge e fu promosso al grado di maggiore. Dopo la guerra si trasferì a Manhattan. Negli Stati Uniti era noto come "Major Hanham".